# Амесеми
Амесеми — богиня-защитница в древней Нубии. 
Эту богиню изображали как полную женщину с короной в виде солнечного диска и сокола стоящего на голове — символа царства бога Гора. Иногда вместо солнечного диска была корона в виде полумесяца (как у бога Тота). Полнота женщины была символом здоровья и плодородия в Африке, поэтому всех богинь изображали полными. Такой вид богини был типичным в царстве Мероэ. Амесеми была женою мероитского бога-льва Апедемака.
На одной из стен храма льва в Нага присутствует барельеф на котором изображена Амесеми вместе с Исидой, Мут, Хатхор и Сатис. Стела, найденная в храме Амона в Нага, говорит о том, что царица Кандакия Аманишакете почитала богиню Амесеми. Благодаря этой стеле стало известно имя богини, которую до этого на протяжении долгого времени знали лишь по изображениям.